# 고대 그리스 연극
고대 그리스 연극에서는 고대 그리스의 연극에 대해 서술한다.

## 초기 그리스 연극
고대 그리스에서의 희극 및 비극 등의 기원은 기원전 2,000년에 크레타섬이나 미케네 등을 중심으로 개화한 에게해 문화의 농경 제사로 거슬러 올라간다. 봄이면 풍요를 기원하고 가을에는 결실을 감사하는 해마다의 연중 행사에서 연극적인 시도가 생겨났음은 다른 모든 문화에서도 볼 수 있는 바이다.
즉, 고대의 그리스나 이탈리아에서도 자연의 영위나 신의 배려가 자기들 인간에게 많은 이익을 가져다 주기를 바라는 소망에서, 각지의 위정자나 농민들이 일체가 되어 제신에게 바치는 기도·무용·설화 등이 후세에 연극을 육성시키는 모태(母胎)가 되었다고 여겨진다.
그리고 그리스인의 전승에 의하면 가장 오랜 '오르케스타라'는 공장(工匠) 다이다로스에 의해서 아리아드네(후에 디오니소스의 아내)를 위해 크레타섬 크노소스에 만들어졌다고 하며, 또한 인간의 얼굴을 본뜬 상당히 사실적인 가면(假面)은 슐레이만이 미케네의 왕궁 분묘에서 발굴한 바 있다.
뿐만 아니라 그 후의 고전기(古典期) 아테네에서 완성된 희극·비극에서도 기도나 무용, 설화나 배우의 가면 사용, 또는 극장 내에서의 제단이나 극장이 자리 잡은 성역 등, 연극을 내외에서 지탱하고 있는 형식적인 여러 요소가 남아 있는 것으로 보아도 매우 옛날로 거슬러 올라가는 제사적 기원을 짐작할 수 있다.
제사에서 움튼 연극의 싹은 미케네 문명의 붕괴나 그 뒤에 엄습한 소위 암흑시대에도 여전히 생장을 거듭했을 것이다. 그 후 호메로스의 영웅 서사시가 삶에 깃들인 극적인 기복(起伏)에 표현을 주었고, 또한 각지의 서정시인들이 제사에서의 기도나 길흉의 이야기 등을 중핵(中核)으로 하여 고도로 문학적인 합창시(合唱詩)를 만들게 된 뒤부터 신이나 영웅을 본뜬 제사적인 영위도 또한 새로운 생명과 그 표현에 치중한다.
후세에 와서 비극의 발생사(發生史)를 돌아본 뒤 아리스토텔레스는 <시학(詩學)>에서 호메로스의 <일리아스>로부터는 1편의 비극밖에 나오지 않는다고 했으며, 또한 비극은 디튀람보스(說話敍情詩)의 지휘자로부터 생겨났다고 말한 바 있거니와, 이것을 바꿔 말하면 호메로스는 <일리아스>에서 영웅 아킬레스로 하여금 집념으로 시작되고 체념으로 끝나는 비극의 내면적 구조를 분명히 하였으며, 서정시의 독창자들에서 필요한 표현 형식을 개척하며, 앞으로 다가올 극작가들의 선구가 되었다고 하겠다.
초기의 극작 시도는 기원전 6세기를 통하여 코린토스, 시큐온 등 펠로폰네소스의 문화적 중심지나 남이탈리아의 시칠리아 등 각지에서 활발하였으며, 특히 아티카(Attica)의 마을 이카리아 출신의 테스피스의 이름이 아티카 비극의 시조로서 전해지고 있다. 그 활약연대는 솔론 시대(B.C. 590년경)라고도 하고, 페이시스트라투스 시대(B.C. 530년경)라고도 한다. 그리고 솔론의 시에는 후에 아이스킬로스 비극의 모랄을 형성하는 망집(妄執)과 파멸의 인과라고 일찍부터 불리고 있었다. 또한 페이시스트라투스의 시대에는 처음으로 아크로폴리스의 남쪽 벼랑에 극장의 초석이 깔려 있었음이 고고학적으로 확인되고 있다. 아무튼 기원전 6세기의 연극적인 시도는 주신 디오니소스를 중심으로 한 마을 축제 여흥의 전통에 약간의 문학적·연기적인 요소를 가미한 것이었으리라. 관객들이 자리잡은 좌석도 목제의 초라한 벤치로, 오래되면 부서질 염려도 있었다.
당시 여러 마을이나 수도 아테네에서 융성해진 서사시의 경연이나 여러 가지 합창시의 경연 가운데에서 대두한 비극·희극에서 특히 두드러진 것은 다른 여러 장르에는 없는 휴포크리테스(배우)의 등장이라 하겠다. 비극의 경우에는 합창대에서 천으로 만든 가면을 쓴 배우가 나타나, 이야기의 주역이 될 신이나 영웅, 미녀 또는 중대한 일을 예지하는 사자(使者) 등의 역할을 맡으며 합창대와 대사를 주고받고는 서로 노래를 맞춰보기도 한다.
현존하는 바큐리데스의 작품 <테세우스>는 기원전 5세기 중엽의 작품으로서 테스피스 등이 연출했던 초기 극시(劇詩)의 옛모습을 간직하고 있다. 초기의 희극은 처음보다 즉흥적인 아마추어 연극의 색채가 짙었기 때문인지 배우의 수가 제한되지 않았던 모양이나 비극의 배우는 작가이기도 하고 연출가 또는 작곡가이기도 하여, 연기뿐만 아니라 독창의 기술도 갖고 있어야만 했다. 말하자면, 좌장(座長)으로서의 재능이 테스파스 등의 창시자에게는 필요했던 것이다.
아무튼 비극 배우의 출현으로 관객의 흥미가 지금까지는 없었던 새로운 초점을 발견한 것만은 분명하며, 또한 작가=배우의 입장에서도 이 새로운 가능성의 개발에 온갖 힘을 기울였음은 말할 나위도 없다. '클라이맥스를, 갈등을, 인간을 어떻게 해서 신화와 전설로부터 파악해 내어 재연할 수 있느냐'는 것이야말로 비극의 창시기로부터 완성기에 이르기까지의 약 1세기 간에 걸쳐 작가와 연기자가 몇 세대를 두고 직면했던 문제이다.

## 고전기에서의 연극과 사회
처음에 말하였듯이 그리스의 연극은 그 발생에 있어서 사회 공동체의 번영과 평화의 기원에 뿌리를 박고 있으며, 그 사회적 모태는 그 후의 연극 발달사에서 갖가지 중요한 단계에 명백한 흔적을 남기고 있다. 그리고 테스피스 등의 비극이나 그 무렵의 희극 발달로 당시 농민 보호의 정책에 중점을 두었던 페이시스트라투스의 융합 정책에 자극을 받은 것으로 여겨진다. 또한 다음 세대에 비극 상연이 아테네의 국가적 원조 아래 대대적으로 행하여지게 되었고, 이윽고 아이스킬로스(Aischylos) 등의 대시인들이 많이 나온 것도 기원전 508년 무렵부터 아테네의 정치적 체질을 근본적으로 개혁하여 민주 정치의 기초를 닦기에 이른 클레이스테네스의 개혁이 인심수습을 노려 행한 문화 정책의 산물이라고 해야 하겠으며, 그 후 고전기를 통한 아테네 연극은 바로 민주적 치세(治世)의 도구라 해도 과언이 아닐 것이다.
실제로 디오니소스 신역(神域)의 아테네 국립극장에서의 상연 기록은 현존하는 비문자료(碑文資料)에 의하면 기원전 501년 봄부터 시작되고 있다. 그때부터 해마다 3명의 부유한 시민이 선택되어 세 비극 시인의 작품 생활을 위한 비용을 부담하게 되었으며, 기원전 486년 봄부터는 역시 5명의 시민들이 희극 상연을 위해서 봉사하고 있었다. 이 제도는 펠로폰네소스 전쟁 중에 일부가 감축된 이외에는 거의 기원전 4세기 후반까지 유지되었다.
아테네에서의 희극과·비극의 상연은 또한 레나이온 극장에서도 열렸으며 여기서도 기원전 440년경부터 디오니소스 극장에서와 거의 같은 제작 제도가 민주주의 국가와 부유 시민들의 협력으로 유지되었던 모양이다. 이와 같은 제작 체제가 희극과 비극의 발전에 중대한 영향을 미쳤음은 부정할 수 없다. 여러 신구 가치의 공존과 언론의 자유를 표방하는 이 사회가 연극적 표현에서 추구한 것은 주역의 독백 연기가 자아내는 도취가 아니라 각각의 입장을 지킨 '주역들'의 주장이 자아내는 긴장과 해결이었다. 그리스 비극이 대시인인 아이스킬로스를 통하여 두 인간의 대화극(對話劇)으로 변용을 보인 근본적 이유를 거기에서 볼 수 있다. 이리하여 드라마가 만들어내는 주장과 주장의 갈등은 아이스킬로스의 비극에서는 다시 고차원(高次元)의 예지, 즉 신의 간섭을 기다리며 해결에 이른다.
그러나 다음 세대에 오면 두 인간이 자아낸 대립을 신의 힘이 아니라 인간의 힘으로, 즉 제3의 배우의 등용으로써 무대 위에서 해결하려는 방향으로 옮겨진다. 다시 말해서 소포클레스(Sophokles)에 의한 3자대화(三者對話)의 극적 완성이 그 성과인 것이다. 대화의 탄생에서 3인 대화의 완성으로 그리스 비극은 형태와 내용의 완성을 이룩하나 이 사이의 대화 기교란 놀랄 만큼 정교하며, 특히 주목할 점은 치밀한 대화가 새겨내는 개개 인물의 성격 발견이라고 하겠다. 이리하여 오이디푸스나 안티고네, 또는 히폴리토스 안에서도 우리는 그 인물이 아니고는 발견할 수 없는 독자적인 특성의 짜임새가 그대로 드러난 인간성을 볼 수 있는 것이다.

## 그리스의 희극
비극의 기술적·내용적인 전개는 한편에 있어서 다른 희극으로부터 시사를 얻은 바도 컸다. 희극의 국영조직(國營組織)은 비극의 경우보다 새로우나, 언론의 자유는 본래 희극의 본바탕이며, 비평·야유·조소를 자유분방하게 쏟아 놓는 것은 자연스러운 대화의 흐름을 파악하는 기교로서 발달했다. 또한 희극 작가들은 고상한 체하는 비극을 그것에 어울리는 냉소의 대상으로 선택해 놓았으므로, 비극의 편에서도 직접·간접으로 희극 작가들로부터 큰 자극을 받았음은 의심할 여지가 없다. 실제로 희극 작가들이 최고의 비극 전문가였음은 아리스토파네스의 <테스모포리아의 여자들>이나 <개구리>가 여실히 나타내고 있다.
후일 아리스토텔레스는 "희극·비극은 모두가 모방의 예술이다. 비극은 보다 위대한 인간을, 희극은 보다 비천한 인간을 각각의 모방의 대상으로 선택하고 있다는 점에 두 장르의 차이가 있다"고 지적한다. 그러나 한걸음 더 나아가 보다 위대하다는 것과 보다 비천하다는 것을 구조적으로 검토하면, 비극에서의 위대함이란 인간을 위에서 억누르는 훨씬 강대한 힘에 대항하여 ―― 신이건 운명이건, 혹은 에우리피데스에서처럼 정체불명의 비합리성이건 ―― 사투(死鬪)를 계속하는 모습으로 그 결론을 찾아볼 수 있다.
이와 반대로 희극에서의 비천함이란 인간을 아래에서 지탱하는 강대한 힘 ―― 성욕·식욕·금전욕·명예욕·권력욕, 그 밖의 갖가지 생명욕 ――을 의지 삼아 자기 분수를 모르는 소망에 애태운다는 점에 바로 비천함의 본바탕이 있다. 그리고 평화를 위해서이건 정치적 권력의 획득을 위해서이건, 또는 빚을 갚지 않기 위해서이건 인질을 빼앗기 위해서이건 엉터리 목적의 성취를 위해 기상천외의 수단을 부리는 인간들을 등장시킨다. 그 사이에는 시사 문제나 문예·풍속에 대한 풍자도 왕성하다. 그러나 이러한 것은 요컨대 인간의 본능적 욕망을 무한히 부풀게 하는 생명력의 희화화(戱畵化)이며, 그 늠름한 힘을 웃음으로써 찬미한다는 점에 희극의 본바탕이 있다고 할 수 있다.

## 연극 연구의 기원
높은 것을 낮은 곳으로, 낮은 것을 높은 곳으로 이끄는 두 개의 사회적인 힘의 교착(交錯)은 기원전 5세기의 아테네처럼 급속한 민주화의 물결을 탄 폴리스 사회의 특색이기도 하며, 비극·희극은 그 움직임을 예민하게 반영한 것이라고 하겠다. 따라서 반대로 그 사회적 조류가 정체(停滯)했을 때에는 연극 또한 그때까지의 활기를 현저하게 상실한다.
기원전 404년 아테네의 항복으로 펠로폰네소스 전쟁이 끝난 뒤 아테네의 연극계에서는 두드러진 시인도 나타나지 않고, 또 옛날의 부유한 시인들도 빈곤해져 연극 보호자들로서의 봉사도 곤란해졌을 뿐 아니라, 희극작가들도 시사 정치 문제에는 직접 개입하지 않게 된다. 기원전 4세기에 들어와서도 해마다의 상연은 계속되었으나 레퍼토리로는 구시대 대시인의 명작 등을 부활·상연했으며, 또한 배우의 수 등도 격감한 모양으로 한때는 겨우 세 사람이 교대로 각 작품의 역할을 맡았던 상황이 상연기록에 적혀 있다.
이윽고 연극 상연이 옛날보다 더욱 왕성해진 뒤에도 작품이나 작가들보다는 배우의 연기가 관객의 흥미를 끌게 된 것이 이 시대의 특색이다. 소포클레스의 <엘렉트라>를 연기하는 배우가 뼈 상자에 자기의 죽은 아들의 재를 넣어 오레스테스를 슬퍼하는 장면에서 실감나는 연기를 보였다는 점 등은 이야기의 진위보다도 배우 중심이었던 당시의 풍속 세태를 말하고 있다는 점에서 흥미롭다. 그리고 오늘날에 전해지는 에우리피데스의 시작(詩作) 가운데 배우의 대사 삽입이 자주 있었던 것도 역시 4세기 경으로 생각된다.
기원전 4세기 후반의 정치가 뤼쿠르고스는 3대 비극 시인의 작품이 멋대로 개작(改作)되는 것을 막기 위하여 배우는 국가의 문서고(文書庫)가 보존하는 오리지널에 의존해야 함을 제정한 바 있다. 후에 이 오리지널이 알렉산드리아 학부(學府)로 넘어가 교정을 본 다음 비잔틴 시대에 몇 번인가 다시 개작과 사본을 한 뒤 그 가운데의 몇 부가 르네상스기(期)의 이탈리아까지 유포되어 오늘날에 이르렀다고 생각된다. 또한 기원전 4세기 후반에는 비극·희극의 역사나 그 발생·발전의 인식에 의거한 연극 구조의 연구가 철학자 아리스토텔레스와 그 제자들의 손으로 이루어졌다. 이미 몇 번인가 언급했던 아테네 국립극장 상연 기록이라는 것도 아리스토텔레스가 편찬한 자료를 모태(母胎)로 했으며, 또한 그 자료에 의거하여 그의 <시학(詩學)>이 저술되었던 것이다. 그의 제자들은 당시 수백 편이나 남아 있던 비극·희극의 여러 작품을 정리하여 후세의 연극연구에 기초를 닦았던 것이다.

## 신희극
그러나 아테네 연극의 전통은 학문적 연구의 대상으로만 되어버리는 것이 아니라 기원전 4세기 말에 이르러 마지막 창조의 빛을 발했다. 기원전 330년경부터 대두한 신희극과 그 대표적 작가 메난드로스의 등장이 바로 그것이다.
여기에는 지난날의 비극에서 거친 신화를 통해 사람을 위협한 신의 모습은 없고, 또한 외설스러운 의상을 두른 아리스토파네스의 기상천외한 웃음도 없다. 그리고 시민 전체의 소리라고도 할 수 있는 합창가도 모습을 감추기 시작한다. 그러나 그 대신 시정(市井)의 일반 사람들이 갖가지 성격으로 말미암아 생활 속에서 자아내는 인간과 인간의 드라마의 예술적 표현을 보게 된다.
주로 연애가 극적 사건의 계기가 되고 기구한 운명이 사건을 진행시키는 실마리가 되어, 있는 그대로의 약하기도 하고 사랑스럽기도 한 인간의 모습이 사실적이고 따뜻한 입김으로 묘사되는 것이다. 섬세한 뉘앙스의 남녀는 얼핏 기원전 5세기의 희극과 비극의 웅대한 인물상에 비해 위축되어 있는 것 같기도 하고, 알렉산더 대왕 때문에 정치적 자유를 빼앗긴 그리스 소도시의 표정을 그대로 전한다고도 하겠다.
그러나 이윽고 1세기도 지나지 않아 서방 이탈리아에서 연극의 신풍을 일으킨 플라우투스나 그의 후계자 테렌티우스가 연극작품의 모범으로 삼은 것은 메난드로스를 비롯한 신희극의 여러 작품이며, 그들의 라틴어로 된 작극(作劇)의 시도는 뒤에서 다시 언급하거니와 신희극의 번역과 번안에서 시작된 것이다.
이렇게 볼 때, 아테네 연극의 창조가 된 드라마 투르기의 기본을 고대 민주주의 폴리스의 테두리 안에서 끌어내어, 보편적인 예술표현 형식으로 서방 세계에 전하는 것에 성공한 것은 폴라우투스 등의 공적인 동시에 그 모범이 되었던 메난드로스 등의 공적이기도 하며, 또한 메난드로스와의 비교를 통해 그보다도 이전의 희극과 비극의 여러 작품이 널리 로마의 문인(文人)들에게 전해졌다고도 말할 수 있는 것이다.

## 같이 보기
- 아이스킬로스
- 소포클레스
- 에우리피데스
- 아리스토파네스
- 메난드로스